# The Beatles 1965 European Tour
The Beatles 1965: European Tour fue una gira de la banda británica The Beatles, realizada a comienzos del verano de 1965, en Francia, Italia y España.

## Países visitados

### Francia
El 20 de junio de 1965, los Beatles inician su gira europea en Francia. Llegaron a Paris-Orly a las diez de la mañana y se registraron en George Cinq. La bienvenida fue más tranquila de lo acostumbrado con solo unos 50 fanes esperando ante el hotel. Ofrecieron dos conciertos ante 6.000 personas cada uno en el Palais des Sports, encabezando el cartel que también incorporaba a los Yardbirds. El segundo concierto se emitió por la radio y televisión francesa. Después, Francoise Hardy les visitó en el George Cinq. Pasaron la noche en el club nocturno Castel, donde permanecieron hasta el amanecer.

### Italia
Los Beatles visitaron Italia entre el 24 y el 28 de junio de 1965. Actuaron en el Velódromo Vigorelli de Milán, en Palasport (Génova) y en el Teatro Adriano de Roma. Debido a la brevedad de su visita, hicieron dos presentaciones en cada ciudad, una por la tarde y otra por la noche acompañados por estrellas del rock locales como Angela, Peppino di Capri, Fausto Leali y el New Dada. En actuaciones de tan solo media hora, los fanes disfrutaron del cuarteto agradeciendo las presentaciones de Paul McCartney en un italiano con intenso acento de Liverpool.

### España
A mediados de la década de los sesenta se forjaron los primeros síntomas de un cambio social y cultural no solo en España sino también mundial, una eclosión que se desencadenaría a lo largo de la década siguiente. Para la juventud española de aquel momento que no disfrutaba de tantas libertades debido a las circunstancias políticas, la visita de los Beatles significó un importante estímulo.
Fue en julio de 1965 cuando Los Beatles actuaron por vez primera y única en España, el 2 de julio en la Plaza de Toros de Las Ventas de Madrid, y al día siguiente en la Monumental de Barcelona. Para sus dos conciertos en España, el promotor Francisco Paco Bermudez tuvo que luchar contra las dudas del representante Brian Epstein y contra la burocracia del régimen franquista que mostró una clara voluntad de impedir ambos conciertos. Finalmente fueron autorizados para no ofender al Reino Unido después de que se publicase que los Beatles serían nombrados Caballeros del Imperio Británico.
Los Beatles llegaron al aeropuerto de Madrid procedentes de Niza el 1 de julio de 1965 y se alojaron en el Hotel Fénix de la Plaza de Colón. Al día siguiente se presentaron en Las Ventas junto a Los Pekenikes y Phil Trim entre otros teloneros, en un show presentado por el inolvidable Torrebruno. El espectáculo quedó un poco deslucido debido al férreo control policial que incluso impido el acceso de un gran número de seguidores entusiastas -alrededor de dos mil- que habían adquirido entradas para el evento. 
En Barcelona se alojaron en el hotel Avenida Palace, donde fueron recibidos por Joan Gaspart, hijo del propietario, y donde les fotografió la fotoperiodista Joana Biarnés. El concierto fue en la plaza de toros Monumental, ante 18.000 personas. La primera parte del espectáculo, presentado también por Torrebruno, consistía en las actuaciones de Beat Chics, Freddie Davis, Los Shakers, Michel, The Modern 4, Trinidad Steel Band, la Orquesta Florida y los Sírex. La prensa barcelonesa habló del concierto como un gran éxito. El Hotel Avenida Palace de Barcelona supo aprovechar al máximo la visita de los británicos y en 2012, convirtió la habitación en la que se alojaron en un santuario para los amantes del grupo: la Beatles Suite. Sus paredes están revestidas con las crónicas de los periódicos sobre el recorrido de los artistas. La famosa portada del álbum 'Abbey Road' descansa sobre el cabecero de la cama, e incluso una réplica de un bajo que perteneció a Paul McCartney decora la estancia.

## Lista de canciones
1. Twist and Shout
2. She's a Woman
3. I'm a Loser
4. Can't Buy Me Love
5. Baby's in Black
6. I Wanna Be Your Man
7. A Hard Day's Night
8. Everybody's Trying to Be My Baby
9. Rock and Roll Music
10. I Feel Fine
11. Ticket to Ride
12. Long Tall Sally

## Fechas
| Fecha               | Ciudad    | País    | Recinto                      |
| ------------------- | --------- | ------- | ---------------------------- |
| Europa              |           |         |                              |
| 20 de junio de 1965 | París     | Francia | Palais des Sports            |
| 20 de junio de 1965 | París     | Francia | Palais des Sports            |
| 22 de junio de 1965 | Lyon      | Francia | Palais d'Hiver               |
| 24 de junio de 1965 | Milán     | Italia  | Velódromo                    |
| 24 de junio de 1965 | Milán     | Italia  | Velódromo                    |
| 25 de junio de 1965 | Génova    | Italia  | Palazzo dello Sport          |
| 25 de junio de 1965 | Génova    | Italia  | Palazzo dello Sport          |
| 27 de junio de 1965 | Roma      | Italia  | Teatro Adriano               |
| 27 de junio de 1965 | Roma      | Italia  | Teatro Adriano               |
| 28 de junio de 1965 | Roma      | Italia  | Teatro Adriano               |
| 28 de junio de 1965 | Roma      | Italia  | Teatro Adriano               |
| 30 de junio de 1965 | Niza      | Francia | Palais des Fêtes             |
| 2 de julio de 1965  | Madrid    | España  | Plaza de Toros de Las Ventas |
| 3 de julio de 1965  | Barcelona | España  | Plaza de Toros Monumental    |